# Tongnim-gun
Tongnim-gun (koreanska: 동림군) är en kommun i Nordkorea.   Den ligger i provinsen Norra P'yŏngan, i den västra delen av landet, 120 km nordväst om huvudstaden Pyongyang.